# Mandjelia thorelli
Mandjelia thorelli är en spindelart som först beskrevs av Raven 1990.  Mandjelia thorelli ingår i släktet Mandjelia och familjen Barychelidae.
Artens utbredningsområde är Queensland. Inga underarter finns listade i Catalogue of Life.